# Simeulue (eiland)
Simeulue (Indonesisch: Pulau Simeulue, 'eiland Simeulue') is een eiland voor de kust van het Indonesische eiland Sumatra. Het eiland telt 80.279 inwoners (2010) en behoort bestuurlijk tot het Simeulue regentschap van de provincie Atjeh met als Sinabang.
De zeebeving van 11 april 2012 veroorzaakte hier een kleine tsunami van 1 meter die geen noemenswaardige schade aanrichtte.

## Fauna
Van de zwartnekmonarch (Hypothymis azurea), een zangvogel uit de familie Monarchidae (monarchen), is een ondersoort (H. a. consobrina) endemisch op Simuelue.